# 葉葺正幸
葉葺 正幸（はぶき まさゆき、1973年5月2日 - ）は、日本の実業家・篤農家。株式会社和僑商店ホールディングス代表取締役。株式会社峰村商店代表取締役会長。にいがた未来塾長として地方イノベーションによる地方創生に尽力している。

## 人物
1973年5月、新潟県十日町市に生まれる。1992年、新潟県立巻高等学校を卒業。1996年、法政大学経済学部を卒業。愛宕商事株式会社（NSGグループ）に入社。2001年3月16日、ワキョウインターナショナル（現和僑商店）を起業。おむすび銀座十石を展開。2009年7月、古町糀製造所を設立。2011年、今代司酒造株式会社代表取締役社長に就任。2012年9月、ロート製薬とスキンケア商品の共同開発「糀肌くりーむ」を発売。2013年12月、株式会社峰村商店代表取締役社長に就任。2014年、今代司酒造株式会社代表取締役会長に就任。2015年、越後味噌醸造株式会社代表取締役に就任。2016年12月1日、鮭・鱒などの加工・販売の「小川屋」の事業承継。
2017年7月、これらの企業の経営を一体的に行う和僑商店ホールディングスを設立、代表取締役に就く。
2021年9月、今代司酒造および小川屋の取締役を辞任。

## 受賞歴
- 2010年 -　NIIGATAショップデザイン賞[13]。
- 2011年 -　楽天市場主催『日本一のお取り寄せグルメ決定戦』酒・ソフトドリンク部門大賞を受賞[14]。
- 2013年 -　きらっと光るいいお店新潟県知事賞最優秀賞を受賞[15]。
- 2014年 -　新潟ニュービジネス大賞を受賞[16][17][18]。 
  - 新事業創出全国大会フォーラム アントレープレナー部門特別賞を受賞[19]。
- 2015年 - 日本酒の銘柄「錦鯉 KOI」が『Design for Asia Awards』ブロンズ・アワードを受賞[20][21][22]。
- 2016年 - 『iF DESIGN AWARD 2016』を受賞[23][24]。

## メディア出演

### テレビ
- BSN情熱にいがた（2014年9月20日[25]）
- 日経CNBC 日経スペシャル カンブリア宮殿 〜村上龍の経済トークライブ〜 おにぎり、味噌、麹...絶品の"伝統食"新勢力 〜新潟発！地方の老舗は宝の山だ〜（2018年8月2日）- 出演：和僑商店ホールディングス 社長 葉葺正幸[26][27]。

### 新聞・雑誌など
- 国際観光コンベンションフォーラム 2017 in 新潟[28]
- 地方創生と事業創造[29][30]
- 中小企業基盤整備機構[31]
- NSGグループ[32][33][34]
- 池田弘の活々町おこし[35][36]
- 伊藤聡子と新潟の経営者[37]
- Biz STYLE[38]
- 株式会社クエストリー[39]
- アルファクス・フード・システム[40]
- にいがた経済新聞[41]
- 新潟ブランド創造のための調査・研究・報告書[42]